# ناحیه مارتون‌واشار
ناحیهٔ مارتون‌واشار (به مجاری:  Martonvásári járás) یک ناحیه در مجارستان است که در فیر واقع شده‌است. ناحیهٔ مارتون‌واشار ۲۷۷٫۱۳ کیلومتر مربع مساحت و ۲۸٬۰۴۰ نفر جمعیت دارد.